# Iresjön, Halland
Iresjön är en sjö i Falkenbergs kommun i Halland och ingår i Ätrans huvudavrinningsområde.